# Tajvan (Kínai Népköztársaság)
Tajvan (Taiwan) kiejtéseⓘ (kínai: 台湾, pinjin: Taiwan) a Kínai Népköztársaságban jogilag létező tartomány, amelyre az ország hivatalos igényt formál. A területe ténylegesen a Kínai Köztársaság fennhatósága alatt áll. Az egy Kína és az Egy ország – két rendszer irányelvek mentén a Kínai Népköztársaság saját területeként határozza meg Tajvant. A hagyományos belső kínai területek északnyugati részén terül el. Tartományi székhelye Tajpej (Taipei), míg legnagyobb városa Hszinpej (Xinbei).

## Történelem
1949. október 1-jén Mao Ce-tung (Mao Ce tung) bejelentette a Kínai Népköztársaság megalakulását, akkori fővárosát, Pejpinget visszanevezték Pekingre, újra fővárosi rangra emelve. Csang Kaj-sek (Chiang Kai-shek) és nagyjából két millió nacionalista kínai visszavonult Tajvan szigetére. A szárazföldön csak egyes elszigeteltebb helyeken tartották fönn az ellenállást, nevezetesen Szecsuanban, illetve a távolabbi déli területeken. Közülük több tízezren menekültek Francia Indokínába és Burmába. Míg előbbi helyen lefegyverezték őket, utóbbiban hosszú ideig tovább működtek, az arany háromszögben pedig az ópiumtermesztésbe és kereskedelembe is bekapcsolódtak.
A Kínai Népköztársaság megpróbálta megszerezni a Kínai Köztársaság által irányított Kinmen (Jinmen)-szigeteket, ami meghiúsult a Kuningtou-i csata folyamán. 1949 decemberében Csang (Chiang) Tajpej (Taipei)t a Kínai Köztársaság ideiglenes fővárosának nyilvánította, és továbbra is követelte saját kormányának Kína egyetlen hivatalos kormányaként való elismerését.
A kommunisták további kétéltű hadműveletei 1950-ben sikeresebbek voltak, győzedelmeskedtek Hajnan (Hainan)on 1950 áprilisában, a Vansan sziget (Wanshan sziget)en 1950 augusztusában és Csousan sziget (Zhoushan sziget)en 1950 májusában.

## Nómenklatúra
Mivel a Kínai Népköztársaság nem ismeri el legitimnek a Kínai Köztársaságot, a Kínai Népköztársaság kormánya és médiája az utóbbi egyes kormányhivatalaira és intézményeire általános leírást használva hivatkozik, ami nem jelenti a Kínai Köztársaság azon igényének jóváhagyását, hogy a kormánya legitim. A felhasznált pontos helyettesítők nincsenek hivatalosan megjelölve, így a Tajvanra vonatkozó politikailag kijelölt nevek kis eltéréseket mutatnak a KNK-n belüli források között. 2021. július 21. óta a hongkongi RTHK is ezeket az irányelveket írja elő munkatársai számára, hogy megakadályozzák, hogy Tajvan független államként való ábrázolását.
Egyes esetekben, ahol a név nem utal jelentős mértékben a szuverenitásra, a név ugyanaz marad, mint pl. az Anyaországi Ügyek Tanácsa, a megye vagy a polgármester.
| jelölt fogalom                                  | alkalmazott nómenklatúra                                            | kínaiul                             | átírás |
| ----------------------------------------------- | ------------------------------------------------------------------- | ----------------------------------- | --- |
| a Kínai Köztársaság kormánya                    | tajvani hatóságok                                                   | 台湾当局                            | Tajvan tangcsü (Táiwān dāngjú)                                                                                    |
| A Kínai Köztársaság elnöke                      | tajvani régió vezetője                                              | 台湾地区领导人                      | Tajvan ticsü lingtaozsen (Táiwān dìqū lǐngdǎorén)                                                                 |
| A Kínai Köztársaság alelnöke                    | tajvani régió vezető-helyettese / tajvani hatóság vezető-helyettese | 台湾地区副领导人 / 台湾当局副领导人 | Tajvan ticsü fulingtaozsen (Táiwān dìqū fùlǐngdǎorén) / Tajvan tangcsü fulingtaozsen (Táiwān dāngjú fùlǐngdǎorén) |
| A Kínai Köztársaság végrehajtó jüanjának elnöke | a végrehajtó testület felelőse                                      | 行政机构负责人                      | hszingcseng csikou fucözsen (xíngzhèng jīgòu fùzérén)                                                             |
| A Kínai Köztársaság Elnöki Irodája              | tajvani régió vezetőjének irodaépülete                              | 台湾地区领导人办公室                | Tajvan ticsü lingtaozsen pankungsi (Táiwān dìqū lǐngdǎorén bàngōngshì )                                           |
| Végrehajtó jüan                                 | végrehajtó testület                                                 | 行政机构                            | hszingcseng csikou (xíngzhèng jīgòu)                                                                              |
| Törvényhozó jüan                                | törvényhozó testület                                                | 立法机构                            | lifa csikou (lìfǎ jīgòu)                                                                                          |

## Népesség
| 2010 | 23 140 000 |